# Lancet-artikeln om autism och MPR-vaccin

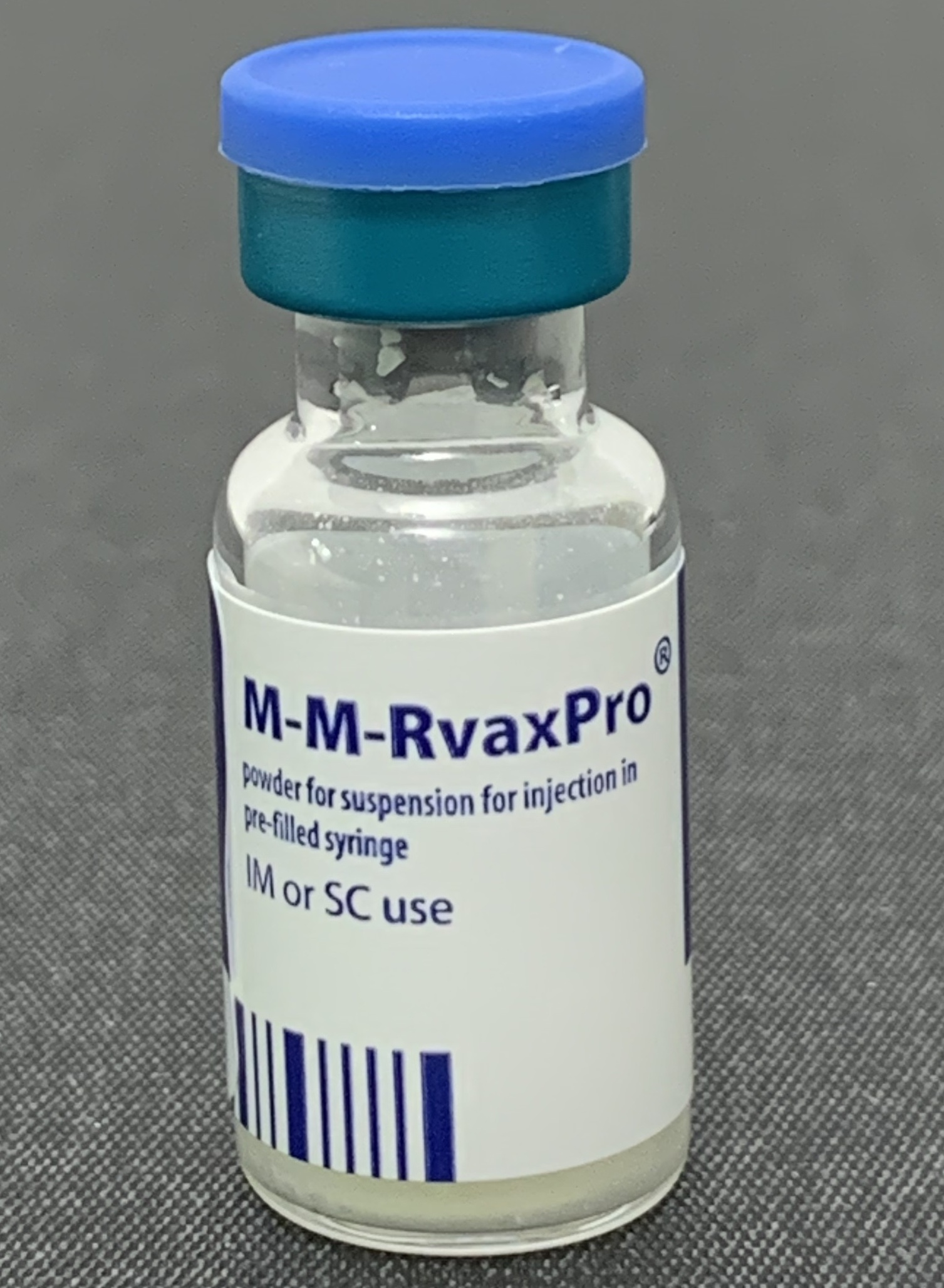
Brittisk beredning av MPR-vaccin

Lancet-artikeln om autism och MPR-vaccin är en artikel i den vetenskapliga tidskriften The Lancet av Andrew Wakefield, publicerad 1998. Artikeln hävdade ett samband mellan MPR-vaccin — ett vaccin mot mässling, påssjuka och röda hund som bland annat ingår i det allmänna svenska barnvaccinationsprogrammet — och autism. Artikeln underbyggde de rykten om att autism kunde orsakas av MPR-vaccinet, som hade börjat florera redan under 1980-talet. Lancet drog tillbaka artikeln 2010. Tidskriftens chefredaktör Richard Horton beskrev den då som helt igenom felaktig och sade att tidskriften hade blivit lurad.

## Artikel iLancet1998 och presskonferensen
I februari 1998 publicerade en forskningsgrupp ledd av Andrew Wakefield en artikel i den brittiska medicinska tidskriften The Lancet. Nyheten presenterades på en presskonferens vid Royal Free Hospital i London. Forskningsartikeln beskrev tolv barn med beteendestörningar och rubbningar i tarmfunktionen, som remitterats till Royal Free Hospital. Föräldrarna eller läkarna till åtta av dessa barn sades ha kopplat de första tecknen på avvikande beteende till barnens MPR-vaccinering. Artikeln beskrev ett antal tarmsymptom, endoskopi-resultat och biopsi-resultat som indikerade ett nytt syndrom; Wakefield skulle senare skulle kalla det autistisk enterocolit. Artikeln antydde att kopplingen mellan autism och mag-tarm-patologierna var verklig, men sa också att den inte bevisade ett orsakssamband mellan MPR-vaccinet och autism och föreslog vidare studier för att undersöka ämnet.
Vid en kritiserad presskonferens före publiceringen sa Wakefield att han ansåg att man, tills MPR-vaccin kunnat uteslutas som miljöfaktor för autism, vore bäst att istället använda singelvacciner för resp. barnsjukdom. På presskonferensen uppgavs att åtta av de tolv barnens föräldrar själva misstänkt MPR-vaccinet som skäl till vaccinet. De uppgavs ha sagt att autismsymtomen hade börjat inom några dagar efter vaccinationen, när barnen var ungefär 14 månader gamla. Wakefield sa, ungefärligt, "Jag kan inte stödja fortsatt användning av dessa tre vaccin i kombination förrän saken är färdigutredd." I ett videonyhetsinslag som släpptes till media av sjukhuset strax före presskonferensen, krävde han att MPR-vaccinering skulle "avbrytas och ersättas med singel-vacciner." I en BBC-intervju med Wakefields mentor Roy Pounder, som inte var medförfattare till studien, sa denne att han "medgav att den var kontroversiell", och tillade: "Så här i efterhand kan det vara en bättre lösning att ge vaccinerna separat... När vaccinerna gavs separat fanns inget problem." Dessa yttranden hade inget stöd av Wakefields medförfattare eller av någon vetenskaplig evidens.
Nyheten fick i början begränsad spridning. Den togs upp av reportern Brian Deer på  Sunday Times som år 2004 hävdade att Wakefield befann sig i en jävssituation, eftersom han visste att flera av barnens familjer sökt skadestånd från vaccintillverkarna och att han själv hade intressen i ett alternativ.

## Studiens efterverkningar
Deer uppdagade att huvudförfattaren Andrew Wakefield på flera sätt var jävig. Han hade även manipulerat data, och brutit mot andra etiska riktlinjer. Lancet-artikeln drogs tillbaka, och brittiska General Medical Council slog i maj 2010 fast att Wakefield gjort sig skyldig till allvarligt tjänstefel. Utslaget ledde till att han ströks ur Medical Register, vilket innebär att han inte längre får verka som läkare i Storbritannien. Redaktionen för British Medical Journal beskrev 2011 den forskning som redovisades i artikeln som fusk.
Trots att Wakefields forskning har visat sig vara felaktig har många vaccinskeptiker fortsatt att tro att vaccin orsakar autism. Detta har beskrivits som ett exempel på faktaresistens.

### Efterföljande utredning av eventuella biverkningar
Efter Lancet-artikeln gjordes flera epidemiologiska studier, och amerikanska Centers for Disease Control and Prevention har utvärderat det samlade bevisläget., American Academy of Pediatrics och Institute of Medicine, brittiska National Health Service, och Cochrane Library Ingen har funnit någon länk mellan vaccinet och autism. 
Cochrane-utvärderingen fann att MPR-vaccinets säkerhet var otillräckligt belagd av forskningsstudier, både innan och efter att det godkänts, men konstaterade också att eventuella biverkningar och komplikationer av vaccineringen måste vägas mot behandlingens bevisade nytta.

### Effekter av minskad vaccinationsgrad
Uppgifterna från Wakefields Lancet-artikel fick stor spridning vilket ledde till att vaccinationstalen i Storbritannien och Irland sjönk kraftigt. Det ledde i sin tur till kraftig ökning av mässling och påssjuka, vilket medförde både dödsfall och en del svåra och bestående skador. Många läkare, medicinska tidskrifter och redaktörer har kopplat publiceringen till diverse epidemier och dödsfall.

## Brian Deers utredning
I februari 2004 skrev den undersökande reportern Brian Deer i The Sunday Times att Wakefield hade fått £55 000 av Legal Aid Board, då advokater sökte evidens att använda mot vaccintillverkare. Deer uppgav att flera av de föräldrar som hävdades ha sagt att MPR-vaccinet skadat deras barn även sökt skadestånd, och att Wakefield inte informerat sina forskarkollegor eller medicinska myndigheter om sin jävsituation. Wakefield hävdade att pengarna var ämnade för en separat opublicerad studie, vilket senare tillbakavisades av brittiska General Medical Council.[källa behövs] The Lancets redaktion ansåg, att de borde fått källan till medlen redovisade för sig. Chefredaktören Richard Horton skrev, "Det förefaller nu uppenbart att om vi hade känt till omständigheterna kring hur undersökningen i Lancet-artikeln från 1998 kom till, skulle publiceringen inte ha ägt rum på det sätt som skedde." Flera av Wakefields medförfattare kritiserade kraftigt att de inte fått information.

### TV-dokumentär och rättsprocessen
Deer följde upp med en TV-dokumentär i BBC, MMR: What They Didn't Tell You, som sändes den 18 november 2004. I denna dokumentär hävdades att Wakefield hade sökt patent för ett vaccin som kunde användas istället för MPR-vaccinet, och att han kände till testresultat från sitt eget laboratorium vid Royal Free Hospital som sade tvärtom mot de han publicerade. Wakefields patentansökan nämndes också i Paul Offits bok Autism's False Prophets från 2008.
I januari 2005 stämde Wakefield Channel 4, 20/20 Productions, och den undersökande reportern Brian Deer som presenterade programmet MMR: What They Didn't Tell You. Men när det efter två års processande avslöjandes att ytterligare mer än £400 000 utbetalats till Wakefield av advokater, avbröt han stämningsprocessen, och betalade motparternas kostnader för den.
Deer rapporterade i The Sunday Times 2006 att Wakefield hade fått £435 643 plus omkostnader av brittiska advokater, som försökte bevisa att vaccinet var farligt- Dessa utbetalningar började två år innan Lancet-artikeln publicerades. Pengarna kom från den brittiska rättshjälpsfonden (legal aid fund), som är avsedd att ge rättshjälp till fattiga.

### Manipulering av data
Den 8 februari 2009 rapporterade Brian Deer i The Sunday Times att Wakefield hade "fixat" resultat och "manipulerat" patientdata i Lancet-artikeln, för att skapa en bild av samband mellan vaccinet och autism. Wakefield nekade till anklagelserna, och anmälde artikeln till Press Complaints Commission (PCC)  (en ungefärlig brittisk motsvarighet till Pressens opinionsnämnd) den 13 mars 2009. I slutänden fullföljde Wakefield inte sin anmälan till PCC.  Deer publicerade den tillsammans med tillkännagivanden att han och The Sunday Times tillbakavisade den som "falsk och oärlig i alla relevanta avseenden", och att den avslutats av PCC i februari 2010.